# مازيراتي مكسيك
مازيراتي مكسيك (بالإنجليزية: Maserati Mexico)‏، سيارة كوبيه كبيرة للرحلات ذات 4 مقاعد أنتجتها شركة مازيراتي الإيطالية للسيارات بين عامي 1966 و 1972. سعة محرك السيارة هي إما 4.2 لتر أو 4.7 لتر بثماني اسطوانات.